# Golunda
Genre
Golunda est un genre de rongeurs de la famille des Muridae.

## Liste des espèces
Selon GBIF (23 juin 2023) :
- Golunda aouraghei Piñero, Agustí, Haddoumi, El Hammouti, Chacon & Sala-Ramos, 2020
- Golunda ellioti Gray, 1837

## Systématique
Le nom valide complet (avec auteur) de ce taxon est Golunda Gray, 1837.